# تشامباراك
تشامباراك (بالإنجليزية: Chambarak)‏ هي municipality of Armenia تقع في أرمينيا في محافظة غغاركونيك. يقدر عدد سكانها بـ 7,400 نسمة ومساحتها 6 كم2 .